# Zandbrinkermolen
De Zandbrinkermolen (ook: Santbrinkermolen) was een korenmolen in Achterveld, Leusden in de provincie Utrecht. De molen werd hier in 1877 gebouwd.
De molen stond eerst in Amsterdam op de plaats waar nu het Koninklijk Theater Carré aan de Amstel staat. Het had toen de naam Binnenmolen of Molen de Eendracht. In 1877 werd de molen daar afgebroken door molenbouwer Wijnveen uit Voorthuizen, en herbouwd in Leusden.
Tijdens de Duitse aanval op Nederland in 1940 nestelden zich Duitse soldaten in deze molen. Met dit uitzichtpunt kon de Duitse artillerie van informatie worden voorzien. Het Voorwerk aan de Asschatterkade, op zo'n 600 meter ten westen van de molen en onderdeel van de Grebbelinie, kwam hierdoor onder vuur te liggen. Enige soldaten van het 16e Regiment Infanterie van het Nederlandse leger moesten daarom de molen in brand steken. Op 13 mei 1940 werd dit een feit. Foppe Jan Duursma, Hendrik van Elst en Pieter Andriessen kregen hiervoor later het Bronzen Kruis.